# 多索德利罗
多索德利罗（義大利語：Dosso del Liro），是意大利科莫省的一个市镇。总面积23平方公里，人口252人，人口密度10.9人/平方公里（2021年）。ISTAT代码为013092。